# Lippa ostroma (1528–29)
Lippa ostroma tulajdonképpen az 1528 tavasza és 1529 eleje közötti harcokat jelenti Lippa, Karánsebes és Lugos vidékén, amely az erdélyi csapatok és az ottani szerbek között zajlott.
A szerbek a Délvidékről, elsősorban a Szerémségből telepítette le Szapolyai János, miután azok a területek török kézre kerültek. Bács vidékén és Szabadkán Cserni Jován vezetésével szerveződött egy nagyobb katonai közösség, ami törökellenes bástya lett volna, de Jován fellázadt Szapolyai ellen és I. Ferdinánd osztrák főhercegnek tett hűségesküt. A lippai szerbek Radics Bosics naszádos-kapitány vezetésével hűségesek maradtak Szapolyaihoz, nem feledve a király nagylelkűségét és támogatták 1527-ben Perényi Péter erdélyi vajdát Jován leverésében.
Szapolyainak azonban leginkább Ferdinánddal gyűlt meg a baja, mert az érvényesíteni kívánván trónigényét az 1510-es Habsburg-Jagelló házassági szerződésre hivatkozva, háborút kezdett Magyarország ellen. Szapolyai két döntő csatában vereséget szenvedett és kiszorult Lengyelországba. Bosics nem volt hajlandó meghódolni Ferdinándnak, noha 1527-ben már felszólították erre.
Szapolyai 1528. január elején idemenekült, miután Fogarason az erdélyi szászok is felkelést robbantottak ki.
Bosics ekkor megtámadta Gyulát, hogy megfélemlítse az ottani Ferdinánd-pártiakat. A gyulaiak erre 137 zsoldossal megerősítették a várost és népfelkelést akartak szervezni. A magyar parasztok is tartottak a szerbektől, épp Cserni Jován tavalyi dúlásai miatt, ezért ők is készek lettek volna Bosics ellen harcolni.
Mikor Szapolyai Tarnówba menekült, Bosics továbbra is megtartotta hűségesküjét, ezért Szapolyai jutalmul szabad királyi város rangjára emelte Lippát.
Ekkor az erdélyi erők megtámadták a várost és környékét, de mivel a hadvezetést fiatal nemesek látták el, akik tapasztalatlannak bizonyultak, ezért néhány hetes harc után visszavonultak.
Szapolyai Tarnówból török segítséggel próbálta visszaszorítani Ferdinándot. Valószínűleg ennek nyomán Bosics a szerémségi törökökkel támadást indított Szeged ellen. Bosics az egyik szerémi parancsnokkal esetleges adófizetésről is tárgyalt.
A továbbiakban Török Bálint próbálta megtörni a szerbek ellenállását, de nem járt eredménnyel.
A harcok egészen addig húzódtak, amíg a moldvaiak 1529 nyarán rá nem törtek Erdélyre és Földvárnál megfutamították Török Bálintot és a főherceget. Ekkor Szapolyai is visszatért és Erdély újból a kezére került.
Bosics ekkor már nem élt, állítólag 1528 végén már halott volt. Bosiccsal azonban elvesztette egyik leghűségesebb és legmegbízhatóbb emberét Szapolyai. Olyannyira, hogy többet nem is bízott a lippai szerbekben és attól félt, hogy azok elárulják, s átallnak a Habsburgok mellé, ahogy azt Jován is tette, ezért elfogta a vajdáikat 1533-ban.